# Khendrup Gyatso
Khendrup Gyatso (Kangding, 1 de novembro de 1838 – Lassa, 31 de janeiro de 1856) foi o 11º Dalai-lama do Tibete. Viveu entre 1838 e 1856.